# Guineas herrlandslag i fotboll
Guineas herrlandslag i fotboll representerar Guinea i fotboll för herrar, och spelade sin första landskamp borta mot Nigeria den 2 oktober 1960 vid västafrikanska spelen. Den matchen förlorade Guinea med 1-4.

## Afrikanska mästerskapet
Guinea har spelat tretton gånger i Afrikanska mästerskapet. Laget har varit ganska framgångsrikt, men aldrig vunnit turneringen.

### 1970
1970 deltog Guinea för första gången i turneringen. I första omgången i kvalet slog de ut Togo efter 4-0 hemma och 1-1 borta. I sista och andra omgången slog de ut Senegal efter 4-3 hemma och 1-1 borta. I själva huvudturneringen hamnade laget i grupp B med Egypten, Ghana och Zaire. Första matchen kunde laget inte matcha Egypten, som vann med 1-4. Sedan fick de 2-2 mot Zaire, men hade ändå en liten chans att gå vidare om Egypten slog Zaire och Guinea slog Ghana. Det blev dock bara 1-1 mot Ghana och Guinea åkte ut med 2 poäng med målskillnaden 4-7.

### 1974
1974 var Guinea tillbaka i afrikanska mästerskapet. Laget gick till sista omgången i kvalet när Togo lämnade walk over. I sista omgången slog de ut Mali på straffar och kvalificerade sig för huvudturneringen.
I första matchen gick det hyggligt mot Zaire. När Zaire gjorde 0-1 kunde Guinea bara några minuter senare kvittera till 1-1. Zaire vann ändå med 1-2 efter ett mål i mitten av andra halvleken. I nästa match gick det bättre. Morciré Sylla från Guinea blev hjälte genom att göra båda målen mot Mauritius i en match som slutade 2-1 till Guinea. Laget hade därmed fortfarande chans på slutspel. Nästa match, mot Kongo, slutade oavgjort. Även den här matchen gjorde Guinea mål, men det räckte bara till 1-1 efter ett straffmål för Guinea. Laget åkte återigen ur turneringen i gruppspelet.

### 1976
I första omgången i cupen 1976 kvalet slog Guinea ut Niger efter sammanlagt 7-2 (4-2 borta och 3-0 hemma). I sista omgången slog man ut Togo efter 2-0 hemma och 2-2 borta. I turneringen stod man för en av skrällarna. I gruppen slog man Uganda och Etiopien med varenda 2-1. Den enda poäng-förlusten i gruppen var mot Egypten som slutade 1-1. I sista omgången (ingen semifinal) fick man först 1-1 mot Nigeria. Därefter skrällde man mot Egypten med hela 4-2. I sista matchen måste Guinea vinna för att få guld. I andra halvleken var det 1-0 till Guinea mot Marocko, men Marocko gjorde 1-1 på övertid och Guinea blev tvåa.

### 1980
År 1980 kvalade Guinea åter in i Afrikanska mästerskapet. I första omgången slog man ut Kamerun på straffar och i sista omgången slog man ut Zaire med sammanlagt 5-4. Trots inledande framgångar slutade Guinea sist i gruppen efter att ha spelat 1-1 mot Marocko, följt av förluster: 0-1 mot Ghana och 2-3 mot Algeriet.

### 1994
Det dröjde tills 1994 innan Guinea åter deltog i Afrikanska mästerskapet i fotboll. Det gick inledningsvis bra mot Ghana men man förlorade slutligen på övertid då Ghana gjorde segermålet. Guinea förlorade därefter även mot Senegal med 1-2 och Guinea åkte återigen ut.

### 1998
År 1998 var man tillbaks. Man hamnade med Algeriet, Burkina Faso (värd) och Kamerun. Guinea gick inte vidare, men vann första matchen med 1-0 mot Algeriet. Under den nästa matchen mot Kamerun blev resultatet oavgjort med 2-2. Sista matchen förlorade Guinea med 0-1 mot Burkina Faso. Burkina Faso vann genom ett sent mål.

### 2004
Under 2004 års mästerskap hamnade Guinea i samma grupp som Tunisien (värd), Rwanda och DR Kongo. Under den första matchen mot DR Kongo ledde Kongo initialt med 0-1 men Guinea vände matchen och vann slutligen med 2-1. I matchen mot Rwanda blev resultatet 1-1. Samma siffror fick man nästa match mot Tunisien och man blev grupptvåa. I kvartsfinalen åkte man ut mot Mali. Malis segermål med 1-2 kom på övertid.

### 2006
År 2006 slog man Tunisien med 3-0, Zambia med 2-1 och Sydafrika med 2-0 och blev Guinea blev gruppetta. I kvartsfinalen slogs man ut efter 2-3 mot Senegal.

### 2008
År 2008 vann Guinea initialt över Marocko med 3-2 men förlorade mot Ghana med 1-2 och i matchen mot Namibia blev resultatet oavgjort med 1-1. Kvartsfinalen gick mycket dåligt och Guinea förlorade med hela 0-5 mot Elfenbenskusten som senare blev fyra.